# Manderscheid
Manderscheid är en stad i Landkreis Bernkastel-Wittlich i Rheinland-Pfalz, Tyskland. Omkring två kilometer öster om staden så passerar motorvägen A1.
Staden ingår i kommunalförbundet Verbandsgemeinde Wittlich-Land tillsammans med ytterligare 44 kommuner.